# شريان سباتي أصلي
الشريان السباتي (بالإنجليزية: common carotid arteries)‏ هو أحد الشرايين الرئيسية المنبثقة عن قوس الأبهر والذي يجري جانب الرقبة ليزود الرأس والدماغ بالدم. يوجد عند كل إنسان شريان سباتي على كل جانب من الرقبة الشريان السباتي الأيمن والشريان السباتي الأيسر، ويسير كلٌ منهما كشريان سباتي أصلي لينقسم كلٌ منهما إلى شريان سباتي ظاهر وشريان سباتي غائر. ويوجد الجسم السباتي بالقرب من التفرع.

## التسمية
السَّبْت هو الراحة من السبات وهو الراحة أو النوم، وسُمّي بذلك بسبب متلازمة الجيب السباتي (باللاتينية: Carotis sinus syndrome) وهو ما يسمى أيضاً بإغماء الجيب السباتي حيث يتسبب الضغط على الجيب السباتي بالإغماء، فمنه قيل أن الشريان هو شريان النوم أو السبات. والضغط على الشريان السباتي من الناحيتين لمدة 10 إلى 15 ثانية يتسبب بالإغماء.

### أسماء أخرى
اختلفت الأسماء التي وُصف بها الشريان السباتي عند العرب، فمنهم من قال إنه «حَبْلِ الْوَرِيدِ» المذكور في القرآن بسورة «ق» الآية 16، ففي لسان العرب: «قال الفراءُ الوريد عِرْقٌ بين الحلقوم وبين العلباوين وهو ينبض أبدًا فهو من الأوردة التي فيها الحياة ولا يجري فيها دم بل هي مجاري النَفَس»، فالعرب كانت تعتقد أن الشريان لايجري فيه دم، بل ينتقل فيه الهواء إلى الجسم، أو الروح. ويقول ابن منظور أيضاً: «وقيل الوَرِيد هو الوَدَج وقيل بجنبهِ.» مما يدل على اختلاف العرب حول التسمية.
والبعض اعتقد أنه الوَدَج، ففي لسان العرب تعريف الودج على أنه:«عرق الأخدع الذي يقطعهُ الذابح فلا يبقى معهُ حياة ويقال في الجسد عرق واحد حيثما قطع مات صاحبهُ ولهُ في كل عضو اسم فهو في العنق  الوَدَج والوريد أيضًا.» واسترسل أنه يصل القلب أو يرتبط به، إلا أن الخلاف حول كون الودج هو الشريان السباتي نابع من وصفه أنه ينتفخ عند الغضب، «الوِدَاج عِرْق في العُنُق وهما وِدَاجَانِ ينتفخان عند الغضب.» مما يجعل ذلك الوصف ينطبق على الوريد الوداجي لا على الشريان.

## التشريح

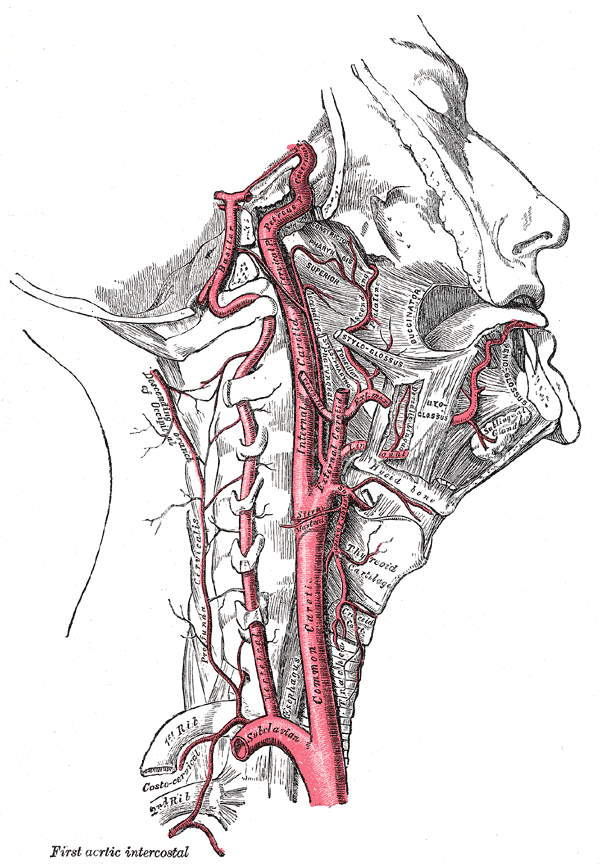
الشريان السباتي الأيسر وموقعه التشريحي

رسم مبسط لأصل وتفرعات الشريان السباتي الأصلي

يُشكل الشريان السباتي والوريد الوداجي مع العصب المبهم حبلاً مشتركاً يصل عبر الرقبة إلى الرأس، ويحاط هذا الحبل بنسيجِ ضامِ يجري بين عضلات الرقبة. هذا الحبل يمر في الجزء الأسفل من الرقبة تحت العضلة القصية الترقوية الخشائية، ليصل في وسط الرقبة إلى مثلث عضلي بين العَضَلَةُ الكَتِفِيَّةُ اللَّامِيَّة (باللاتينية: Musculus omohyoideus) والعضلة القَصِّيَّةُ التَّرْقُوِيَّةُ الخُشَّائِيّة والعضلة ذات البطنين (باللاتينية: Musculus digastricus) هذا الحبل يمكن تحسسه بالإصبع من خلال تحسس نبض الشريان السباتي هناك.
هناك شريانان سباتيان، السباتي الأيمن والسباتي الأيسر، حيث ينبع السباتي الأيمن من الجِذْعُ العَضُدِيُّ الرَّأْسِي بينما ينبع الشريان السباتي الأيسر من الشريان الأبهر مباشرة، يسمى الشريان السباتي هنا الشريان السباتي الأصلي. السباتي الأصلي ينقسم إلى فرعين الشريان السباتي الظاهر والشريان السباتي الغائر.

## أجزاء الشريان السباتي

### شريان سباتي أصلي
ينبع الشريان السباتي الأصلي الأيمن من الشريان العضدي الرأسي بينما ينبع الشريان السباتي الأصلي الأيسر مباشرةً من الشريان الأبهر بالإتجاه القِحْفي لينقسم - دون أن يُعطي فروعاً قبل ذلك - إلى فرعية الرئيسين الظاهر والغائر. قبيل الانقسام يتوسع ليشكل ما يسمى بالجيب السباتي (باللاتينية: Sinus caroticus). يحوي الجيب السباتي على مستقبلات الضغط (بالإنجليزية: Baroreceptor)‏ ومجسات الضغط الجزئي للأكسجين فيما يسمى الكُبَّةُ السُّباتِيَّة (باللاتينية: Glomus caroticum)، والذين يلعبون دوراً في تنظيم ضغط الدم وتنظيم أكسدة الدم.

### شريان سباتي ظاهر
هو الفرع الخارجي (خارج الجمجمة) للشريان السباتي، وتنبع منه شريانات لتروية الرقبة والوجه والرأس خارج الجمجمة (عضلات وجلد وغدد... الخ).
فروعه الرئيسية هي:
- الشِّرْيانُ الدَّرَقِيُّ العُلْوِي.
- الشِّرْيانُ اللِّسانِي.
- الشريان الوَجهي.
- الشِّرْيانُ البُلْعومِيُّ الصَّاعِد.
- شريان الفك العلوي.
- الشِّرْيانُ الصُّدْغِيُّ السَّطْحِي.
- الشريان الأُذني الخلفي.
- الشريان الأذني السطحي.
- الشِّرْيانُ الصُّدْغِيُّ الأَوسَط.
- الشِّرْيانُ الوَجْهِيُّ المُسْتَعْرِض.

ووظيفتها جميعاً تزويد الوجه وأجزاؤه والأجزاء خارج الجمجمة من الرأس، والرقبة بالدم.

### شريان سباتي غائر
يتم تزويد الدماغ بالدم عن طريق 4 شرايين هي الشريانان السباتيان الغائران والشريانان الفِقريان. لا يتفرع الشريان السباتي الغائر حتى يدخل الجمجمة من خلال النفق السباتي أسفل الجمجمة. بعد دخول الجمجمة يسير الشريان السباتي على شكل حرف S إلى جانب السرج التركي (باللاتينية: Sella turcica) مروراً بالجيب الكهفي (باللاتينية: Sinus cavernosus) لينقسم إلى فروعه الرئيسية:
- الشريان العيني (باللاتينية: Arteria ophthalmica) والذي يزوِّد العين بالدم.
- الشريان المخّي الأمامي (باللاتينية: Arteria cerebri anterior) والذي يزود الجزء الأمامي للدماغ بالدم.
- الشريان الموصِّل الخلفي المُخِّي وهو جزء من الدائرة الشِّريانية الدِّماغية (باللاتينية: Cirulus arteriosus).

ثم يتغير اسم الشريان السباتي الغائر ليشكل الشِّرْيانُ المُخِّيُّ الأَوسَط، هذا الشريان الذي يعتبر امتداداً للشريان السباتي الغائر، والذي يزود الجزئين الجانبيين من الدماغ.

## تضيق الشريان السباتي
يعد تضيّق الشريان السباتي وبخاصة السباتي الغائر بسبب التصلب العصيدي يُعَدُّ أحد الأسباب الرئيسية للسكتة الدماغية. تنجم السكتة الدماغية في حالات تضيق الشريان السباتي الغائر حينما ينكسر جزء من التكلس المتجمع على جدار الشريان وسيره خلال الشريان السباتي الغائر ليعلق في أحد فروعه في الدماغ، متسببا في انغلاق هذا الفرع، ومسبباً نقصاً في التروية، وفي أسوأ الأحوال موتاً للجزء من الدماغ الذي يعتمد على هذا الفرع.
يتم تشخيص تضيق الشريان السباتي عن طريق الإيكو دوبلر. ويتم علاج تضيق الشريان السباتي الغائر فقط في الحالات التي تتجاوز بها نسبة التضيق ال70% من مجمل مقطع الشريان وذلك إما جراحياً حيث يُزال التضيق باستئصال باطنة الشريان (بالإنجليزية: Carotid endarterectomy)‏، أو عن طريق رأب الوعاء (بالإنجليزية: Angioplasty)‏ وتثبيت دِعامة (بالإنجليزية: Stent)‏ به.

## متلازمة الجيب السباتي
متلازمة الجيب السباتي (بالإنجليزية: Sick sinus syndrome)‏ هو مرض ناجم عن زيادة في حساسية مستقبلات الضغط للضغط الخارجي على الجيب السباتي مما يتسبب في دوخة أو إغماء بسبب استجابة مبالغ فيها من مستقبلات الضغط والتي تؤدي إلى تباطؤ قلبي وأحياناً صمت قلبي لعدة ثوانٍ، الأمر الذي يتسبب في نقص التروية للدماغ وحدوث الدوخة أو الإغماء.